# Culex tianpingensis
Culex tianpingensis är en tvåvingeart som beskrevs av Chen 1981. Culex tianpingensis ingår i släktet Culex och familjen stickmyggor. Inga underarter finns listade i Catalogue of Life.